# Dubnisznoje
Dubnisznoje (ros. Дубнишное) – wieś w Rosji, w rejonie czerepowieckim obwodu wołogodzkiego. W 2010 liczyła 18 mieszkańców.